# Corlier
Corlier település Franciaországban, Ain megyében. Lakosainak száma 116 fő (2022. január 1.). Corlier Aranc, Boyeux-Saint-Jérôme, Cerdon, Izenave és Nivollet-Montgriffon községekkel határos.

## Népesség
A település népességének változása:
| Lakosok száma | 65   | 66   | 76   | 109  | 121  | 113  | 114  | 116  | 116  | 116  |
|               | 1968 | 1982 | 1990 | 2006 | 2011 | 2016 | 2017 | 2019 | 2020 | 2022 |